# 이을식
이을식(李乙植, 1897년 3월 2일 ~ 2007년 5월 1일)은 대한민국 행정관료, 정치인이다.
1925년 경성제1고등보통학교 졸업을 하고 같은 해 경성 연희전문학교 수물리과 입학을 하였으나 그 해 1925년 8월 21일, 연희전문학교 1학년 전반학기를 일단 수료하고 경성 연희전문학교 수물리과 1년 중퇴를 하였다. 같은 해 1925년 11월 1일, 자신의 전주 이씨 가문에게 선각자 겸 간접 조력자였던 박은식(朴殷植) 前 대한민국 임시정부 대통령 서거가 그에게 충격을 주는 등 찢어지는 민족적 심기를 부여잡고 이듬해 1926년 경성 보성전문학교 문과 입학을 하였지만 같은 해 1926년 4월 25일, 순종 이척(純宗 李坧) 前 대한제국 군주 붕어가 그에게 큰 충격을 주면서 그는 결국 같은 해 경성 보성전문학교 1학년 전반학기만 끝내고 1926년 8월 26일, 경성 보성전문학교 문과 1년 중퇴를 하였다. 그 후 반일반공(反日反共) 성향 사회운동에 투신한 그는 1945년 전라북도 군산에서 일본국 패망 및 조선국 광복을 목도하였다.
그 후 그는 관료직에 등용되었으며 무소속 전라남도 도지사(1951년 12월 17일 보임, 1953년 11월 22일 퇴임) 직책을 거쳐 자유당 행정위원(1954년 1월 31일 자유당 행정위원 위임, 1958년 5월 2일 제4대 민의원 총선거 낙선, 1959년 1월 31일 자유당 행정위원 퇴임과 함께 자유당 탈당) 직위를 지냈다.
1972년 전남대학교에서 명예 철학박사 학위를 받았다.